# Miguel Antonio Caro
Miguel Antonio Caro Tobar, född 10 november 1843 i Bogotá, Cundinamarca, Nya Granada, dödd 5 augusti 1909 i Bogotá, Cundinamarca, Colombia var en colombiansk forskare, poet, journalist, filosof, talare, filolog, advokat och politiker. Efter att ha varit Colombias 2:a president efter den första presidentens död Rafael Núñez, fungerade han också som vicepresident från 1892 till 1894.